# توان هفتم
در حساب و جبر، توان هفتم یک عدد مثل {\displaystyle n} (به انگلیسی: Seventh power) حاصل‌ضرب هفت نمونه از {\displaystyle n} در یکدیگر است:
{\displaystyle n^{7}=n\cdot n\cdot n\cdot n\cdot n\cdot n\cdot n}.
توان‌های هفتم همچنین از ضرب یک عدد در توان ششم، مربع یک عدد در توان پنجم و یا مکعب عدد در توان چهارم آن به وجود می‌آیند.
دنبالۀ توان‌های هفتم اعداد صحیح، به‌صورت زیر است:
0، 1، 128، 2187، 16384، 78125، 279936، 823543، 2097152، 4782969، 10000000، 19487171، 35831808، 62748517، 105413504، 170859375، 268435456، 410338673، 612220032، 893871739، 1280000000، 1801088541، 2494357888، 3404825447، 4586471424، 6103515625، 8031810176، ... (دنباله A001015 در OEIS)
در نماد باستانی رابرت رکورد، توان هفتم یک عدد "Sursolid دوم" نامیده می‌شد. 